# Liste des intercommunalités du Var

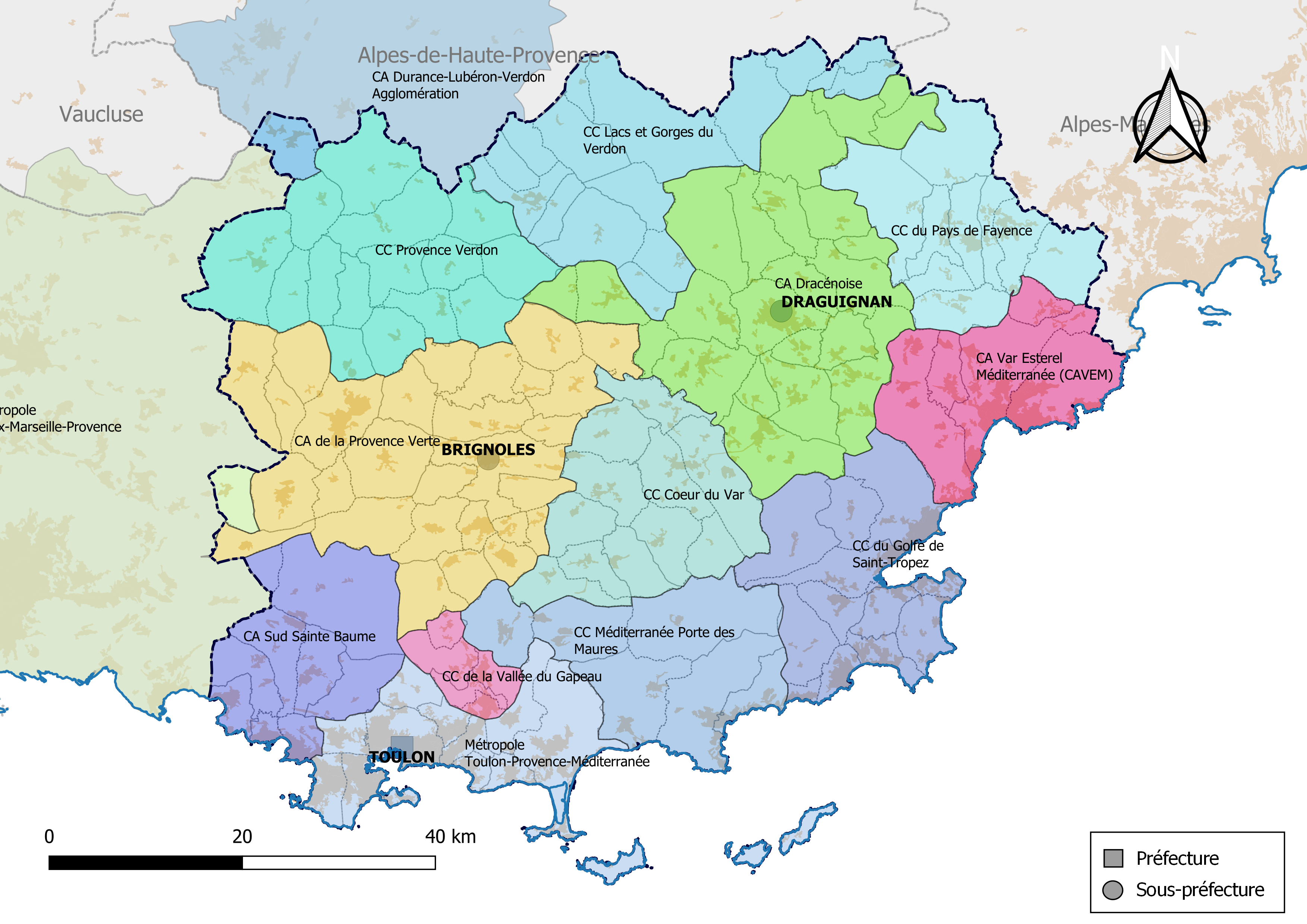
Carte des EPCI du Var au 1er janvier 2019.

Depuis le 1er janvier 2017, le département du Var compte 12 établissements publics de coopération intercommunale à fiscalité propre dont le siège est dans le département (une métropole, 4 communautés d'agglomération et 7 communautés de communes). Par ailleurs deux communes sont groupées dans deux intercommunalités dont le siège est situé hors département.

## Intercommunalités à fiscalité propre
| Forme juridique                                            | Nom                                    | no SIREN  | Date de création  | Nombre de communes      | Population (der. pop. légale) | Superficie (km2) | Densité (hab./km2) | Siège                              | Président                |
| ---------------------------------------------------------- | -------------------------------------- | --------- | ----------------- | ----------------------- | ----------------------------- | ---------------- | ------------------ | ---------------------------------- | ------------------------ |
| Métropole                                                  | Métropole Toulon Provence Méditerranée | 248300543 | 1er janvier 2002  | 12                      | 447 804 (2021)                | 366,40           | 1 222              | Toulon                             | Hubert Falco             |
| Communauté d'agglomération                                 | Estérel Côte d'Azur Agglomération      | 200035319 | 1er janvier 2013  | 5                       | 118 468 (2021)                | 347,10           | 341                | Saint-Raphaël                      | Frédéric Masquelier      |
| Communauté d'agglomération                                 | Dracénie Provence Verdon agglomération | 248300493 | 31 octobre 2000   | 23                      | 110 632 (2021)                | 914,70           | 121                | Draguignan                         | Richard Strambio         |
| Communauté d'agglomération                                 | CA de la Provence Verte                | 200068104 | 1er janvier 2017  | 28                      | 101 989 (2021)                | 947,50           | 108                | Brignoles                          | Didier Brémond           |
| Communauté d'agglomération                                 | CA Sud Sainte Baume                    | 248300394 | 1er janvier 2002  | 9                       | 64 093 (2021)                 | 355,60           | 180                | La Cadière-d'Azur                  | Blandine Monier          |
| Communauté de communes                                     | CC du golfe de Saint-Tropez            | 200036077 | 1er janvier 2013  | 12                      | 57 409 (2021)                 | 430,20           | 134                | Cogolin                            | Vincent Morisse          |
| Communauté de communes                                     | CC Cœur du Var                         | 248300550 | 31 décembre 2001  | 11                      | 44 966 (2021)                 | 448,20           | 100                | Le Luc                             | Yannick Simon            |
| Communauté de communes                                     | CC Méditerranée Porte des Maures       | 200027100 | 1er décembre 2010 | 6                       | 46 303 (2021)                 | 427,80           | 108                | La Londe-les-Maures                | François de Canson       |
| Communauté de communes                                     | CC de la Vallée du Gapeau              | 248300410 | 15 décembre 1995  | 5                       | 32 578 (2021)                 | 83,60            | 390                | Solliès-Pont                       | André Garon              |
| Communauté de communes                                     | CC du Pays de Fayence                  | 200004802 | 21 août 2006      | 9                       | 29 060 (2021)                 | 401,90           | 72                 | Fayence                            | René Ugo                 |
| Communauté de communes                                     | CC Provence Verdon                     | 200040202 | 1er janvier 2014  | 15                      | 22 672 (2021)                 | 646,0            | 35                 | Varages                            | Hervé Philibert          |
| Communauté de communes                                     | CC Lacs et Gorges du Verdon            | 200040210 | 1er janvier 2014  | 16                      | 9 099 (2021)                  | 540,50           | 17                 | Aups                               | Rolland Balbis           |
| Intercommunalités dont le siège est situé hors département |                                        |           |                   |                         |                               |                  |                    |                                    |                          |
| Communauté d'agglomération                                 | Durance-Luberon-Verdon Agglomération   | 200034700 | 1er janvier 2013  | 25 (dont 1 dans le 83)  | 63 462 (2021)                 | 838,50           | 76                 | Manosque (Alpes-de-Haute-Provence) | Jean-Christophe Pétrigny |
| Métropole                                                  | Métropole d'Aix-Marseille-Provence     | 200054807 | 1er janvier 2016  | 92 (dont 1 dans le Var) | 1 911 311 (2021)              | 3 149,20         | 607                | Marseille (Bouches-du-Rhône)       | Martine Vassal           |

## Historique

### Évolutions au1erjanvier 2017
Le Var passe de 15 à 12 EPCI à fiscalité propre ayant leur siège dans le département, en application du schéma départemental de coopération intercommunale arrêté le 29 mars 2016 :
- Extension de la communauté de communes Lacs et Gorges du Verdon aux communes du Bourguet, Brenon, Châteauvieux, La Martre et Trigance (issues de la communauté de communes Artuby Verdon).
- Extension de la communauté d'agglomération dracénoise aux communes de Bargème, La Bastide, Comps-sur-Artuby et La Roque-Esclapon (issues de la communauté de communes Artuby Verdon).
- Création de la communauté d'agglomération de la Provence Verte par fusion de la communauté de communes Comté de Provence, de la communauté de communes Sainte-Baume Mont-Aurélien et de la communauté de communes du Val d'Issole.

### Autres anciennes intercommunalités
| Type d'intercommunalité | Nom de l'intercommunalité                          | Date de création | Nombre de communes | Date de suppression |
| ----------------------- | -------------------------------------------------- | ---------------- | ------------------ | ------------------- |
| Communauté de communes  | Communauté de communes Verdon Mont Major           | 2005             | 5                  | 31 décembre 2014    |
| Communauté de communes  | Communauté de communes Provence d'Argens en Verdon | décembre 2002    | 6                  | 31 décembre 2014    |